# Honda C 200-serie

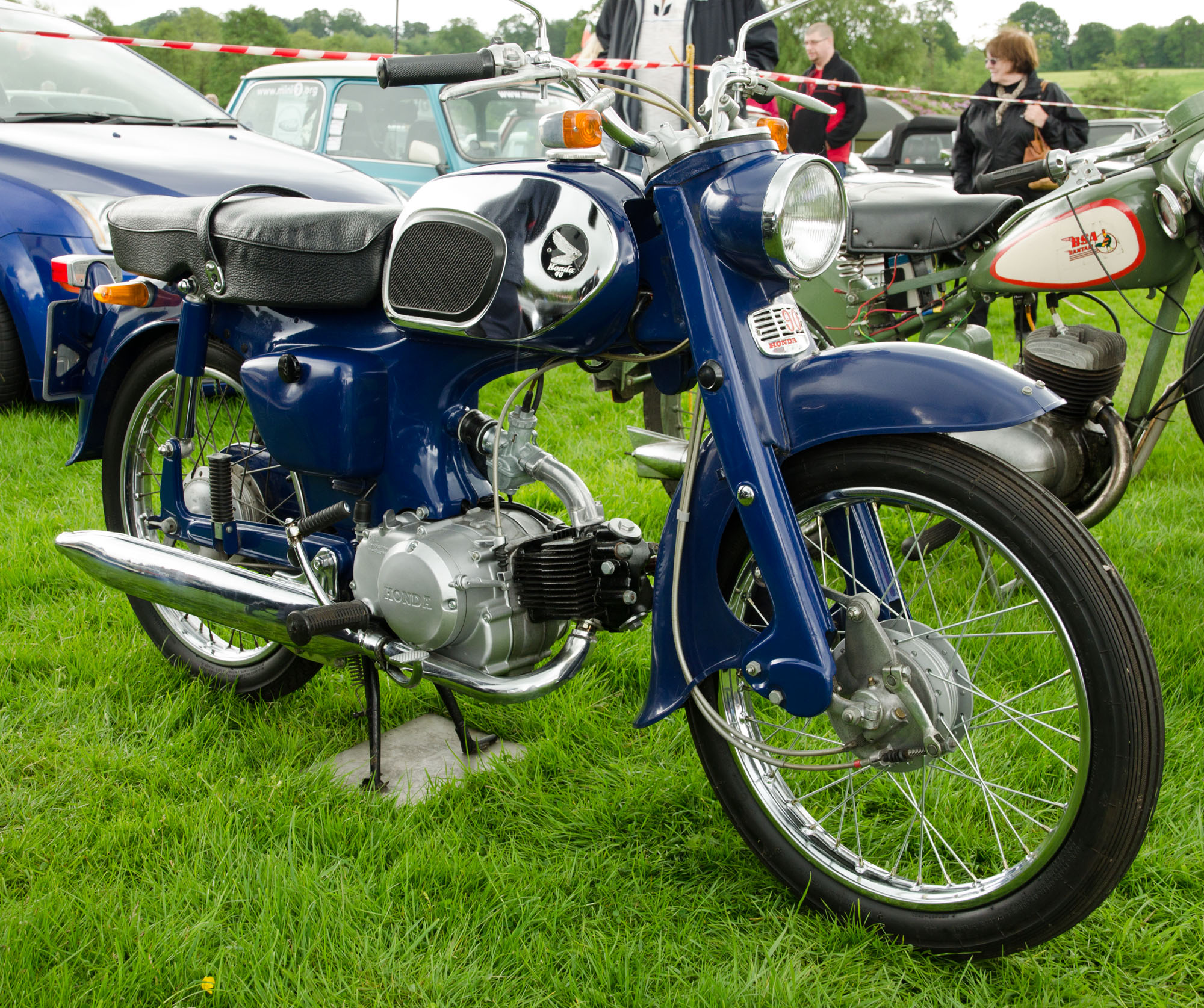
Honda C200 "90" (1965)

De Honda C 200-serie was een kleine serie 90cc-motorfietsen die Honda produceerde van 1963 tot 1969. Ze bestond uit de Honda C 200 en de Honda C 201.

## Voorgeschiedenis
In 1958 had Honda haar Super Cub C 100 gepresenteerd. Dat was een licht 50cc-motorfietsje dat toen nog bedoeld was als bezorgmotorfiets en daarom was voorzien van een doorstapframe en een automatische koppeling. In 1960 kreeg dit model met de komst van de Super Cub C 102 zelfs een startmotor en in dat jaar kwam er ook een sportievere versie op de markt, de Honda C 110 Super Sports Cub, die eveneens 50 cc mat.

## C 200
De C 110 Super Sports Cub leverde met zijn viertaktmotor niet meer dan 5 pk, en Honda bracht in 1963 een 90cc-versie uit, die echter niet sneller was dan de Super Sports Cub, maar veel rustiger draaide. De C 200 bleef tot 1964 in productie.

### Motor
De motor was een luchtgekoelde kopklepmotor met stoterstangen en een boring/slagverhouding van 49 × 46 mm. Daardoor bedroeg de cilinderinhoud 86,7 cc. De lage compressieverhouding van 8:1 maakte het mogelijk om benzine met een laag octaangetal te kunnen gebruiken. De smering verliep via spatsmering met een zeef om de verontreinigingen op te vangen. De OHC-modellen vanaf 1964 hadden druksmering met een in de koppeling ingebouwd centrifugaalfilter. In tegenstelling tot de 50cc-modellen kreeg de C 200 een gietijzeren cilinder en cilinderkop.

### Rijwielgedeelte
De C 200 had net als alle Honda's van dat moment een plaatframe van het brugtype, maar geen doorstapframe zoals de Super Cub had. De kleur van de machine werd bepaald door die van het forse frame. Voor en achter waren trommelremmen gebruikt, achter zat een normale swingarm en voor een geduwde schommelvork.

### Transmissie
De koppeling zat rechtstreeks op de krukas en dat leverde wel enkele problemen op, vooral voor beginnende rijders. Zij moesten leren weg te rijden met een vrij plotseling aangrijpende koppeling, terwijl ook het schakelen van de vierversnellingsbak er niet soepel door verliep. Het achterwiel werd aangedreven door een ketting in een volledig gesloten kettingkast.

### Optisch
De C 200 werd geleverd in wit, zwart en Scarlet Red, waarbij de tankflanken verchroomd waren en waren voorzien van knierubbers.
In 1964 gebruikte Honda het motorblok van de C 200 voor de Super Cub CM 90.

## C 201
In 1964 kwam de opvolger van de C 200, de C 201, die uiterlijk identiek was, maar een nieuwe motor had. Die kreeg nu een bovenliggende nokkenas. Daarmee was de C 201 min of meer een overgangsmodel tussen de C 200 en de veel sportievere Honda S 90.

## Technische gegevens
| Honda Dream            | C 200                    | C 201                    |
| ---------------------- | ------------------------ | ------------------------ |
| Periode                | 1963-1964                | 1964-1968                |
| Categorie              | Toer                     | Toer                     |
| Motortype              | OHV                      | OHC                      |
| Boring                 | 49 mm                    | 49 mm                    |
| Slag                   | 46 mm                    | 46 mm                    |
| Cilinderinhoud         | 86,7 cc                  | 86,7 cc                  |
| Carburateur(s)         | 1 × Keihin PWI8HA        | 1 × Keihin PWI8HA        |
| Smeersysteem           | Spatsmering              | Druksmering              |
| Compressieverhouding   | 8:1                      | 8:1                      |
| Topsnelheid            | ca. 82 km/h              | ca. 82 km/h              |
| Primaire aandrijving   | Tandwielen               | Tandwielen               |
| Koppeling              | Meervoudige natte platen | Meervoudige natte platen |
| Versnellingen          | 4                        | 4                        |
| Secundaire aandrijving | Ketting                  | Ketting                  |
| Rijwielgedeelte        | Plaatframe               | Plaatframe               |
| Voorvork               | Geduwde schommelvork     | Geduwde schommelvork     |
| Achtervork             | Swingarm                 | Swingarm                 |
| Remmen                 | Trommelremmen            | Trommelremmen            |
| Tankinhoud             | ca 5,5 liter             | ca 5,5 liter             |